# 梅山秀幸
梅山 秀幸（うめやま ひでゆき、1950年8月31日 - ）は、日本の国文学・朝鮮文学者。桃山学院大学国際教養学部教授。

## 経歴
熊本県人吉市生まれ。1974年京都大学文学部国文科卒、同大学院博士後期課程満期退学。大阪城南女子短期大学講師、1986年岐阜経済大学助教授、教授、2002年桃山学院大学国際教養学部教授。

## 著書
- 『かぐや姫の光と影 物語の初めに隠されたこと』人文書院 1991
- 『後宮の物語 古典文学のレクイエム』丸善ライブラリー 1993

### 翻訳
- 『恨のものがたり 朝鮮宮廷女流小説集』編訳 総和社 2001
- 柳夢寅『於于野譚』作品社 2006
- 徐居正『太平閑話滑稽伝』作品社 2009
- 李斉賢『櫟翁稗説』作品社 2011
- 成俔『慵斎叢話』作品社 2013
- 李羲準,李羲平『渓西野譚』作品社 2016

## 論文
- CiNii>梅山秀幸